# 1878 في الولايات المتحدة
فيما يلي قوائم الأحداث التي وقعت خلال عام 1878 في الولايات المتحدة.

## سياسة

### تعيين في المنصب
- 15 يناير – جورج برينتون ماكليلان حاكم نيو جيرسي [الإنجليزية]‏.

### انتهاء فترة المنصب
- 1 يناير – جيمس كمبر حاكم فرجينيا [الإنجليزية]‏.
- 14 يناير – رذرفورد هايز حاكم ولاية أوهايو  [لغات أخرى]‏.
- 15 يناير – جوزيف دروست حاكم نيو جيرسي [الإنجليزية]‏.
- 7 فبراير – روموالدو باتشيكو عضو مجلس النواب الأمريكي.

## كتب
من الكتب التي صدرت هذه السنة في الولايات المتحدة:
- 1 يناير – الأوروبيون من تأليف هنري جيمس.
- 1 يناير – تحت أزهار الليلك من تأليف لويزا ماي ألكوت.

## مواليد

### يناير
- 1 يناير – ألبرت بيري
- 1 يناير – هيلين هومانز لاعبة كرة مضرب من الولايات المتحدة.
- 1 يناير – والاس هاو ممثل أمريكي.
- 6 يناير – كارل ساندبيرغ
- 9 يناير – جون واطسون نفساني من الولايات المتحدة الأمريكية.
- 13 يناير – هاري بيرنارد ممثل أمريكي.
- 16 يناير – هاري كاري
- 17 يناير – أوسكار أبفل
- 17 يناير – فيلادلفيا جاك أوبراين ملاكم من الولايات المتحدة الأمريكية.

### فبراير
- 1 فبراير – هاتي أوفيليا وايات كاراوي سياسية من الولايات المتحدة الأمريكية.

### مارس
- 23 مارس – هنري ويد فاولر
- 31 مارس – جاك جونسون ملاكم من الولايات المتحدة الأمريكية.

### أبريل
- 28 أبريل – لايونيل باريمور

### مايو
- 2 مايو – روي أتويل ممثل أمريكي.
- 16 مايو – تايلور هولمز ممثل أمريكي.
- 21 مايو – غلين كورتيس
- 26 مايو – توماس مودي سياسي أمريكي.

### يونيو
- 3 يونيو – ملاءمة البيئة
- 4 يونيو – توماس دي شال سياسي أمريكي.
- 5 يونيو – فرانكلين فارنوم ممثل أمريكي.
- 12 يونيو – ميرتل مكاتير لاعبة كرة مضرب من الولايات المتحدة.
- 20 يونيو – آرثر إرنست مورغان

### يوليو
- 8 يوليو – فورست شريف عالم نبات أمريكي.
- 12 يوليو – هارولد هاكيت لاعب كرة مضرب من الولايات المتحدة.

### أغسطس
- 9 أغسطس – جورج أوستن ويلز سياسي أمريكي.
- 12 أغسطس – روبرت دافيس كاري سياسي أمريكي.
- 22 أغسطس – فريد ميس ممثل من الولايات المتحدة الأمريكية.
- 28 أغسطس – جورج ويبل

### سبتمبر
- 1 سبتمبر – بوبي بورنس
- 20 سبتمبر – أبتون سنكلير

### أكتوبر
- 9 أكتوبر – روبرت وارويك
- 18 أكتوبر – جيمس تراسلو ادامز
- 29 أكتوبر – جوليا جوردون ممثلة أمريكية.

### نوفمبر
- 14 نوفمبر – كينغسلي بينيديكت ممثل من الولايات المتحدة الأمريكية.
- 21 نوفمبر – ابرا تشارلز بلاكوود سياسي أمريكي.
- 23 نوفمبر – هولكومبي وارد لاعب كرة مضرب من الولايات المتحدة.
- 26 نوفمبر – مارشال تايلور درّاج طريق من الولايات المتحدة الأمريكية.

### ديسمبر
- 6 ديسمبر – صامويل ألكساندر كينير ويلسون طبيب أعصاب بريطاني.
- 27 ديسمبر – ريتشارد غاريك ممثل ومخرج أمريكي.

## وفيات

### فبراير
- 11 فبراير – تشارلز ماجيل كونراد (مواليد 1804) سياسي أمريكي.
- 11 فبراير – جدعون ويلز (مواليد 1802) سياسي أمريكي.
- 25 فبراير – تاونسند هاريس (مواليد 1804) دبلوماسي أمريكي.

### مارس
- 2 مارس – بنيامين واد (مواليد 1800) سياسي أمريكي.
- 6 مارس – آسا بيغز (مواليد 1811) سياسي أمريكي.

### أبريل
- 12 أبريل – وليام تويد (مواليد 1823) سياسي من الولايات المتحدة.

### مايو
- 13 مايو – جوزيف هنري (مواليد 1797)
- 25 مايو – جون سكوت هاريسون (مواليد 1804) سياسي من الولايات المتحدة الأمريكية.

### يونيو
- 12 يونيو – ويليام كولين برايانت (مواليد 1794)
- 16 يونيو – كروفورد لونغ (مواليد 1815) طبيب أمريكي.
- 27 يونيو – سارة هيلين ويتمان (مواليد 1803) شاعرة من الولايات المتحدة.

### يوليو
- 21 يوليو – سام باس (مواليد 1851) راعي بقر من الولايات المتحدة الأمريكية.

### أغسطس
- 18 أغسطس – بالي بيتن (مواليد 1803) سياسي أمريكي.

### سبتمبر
- 3 سبتمبر – وليام مورغان (مواليد 1801) سياسي أمريكي.

### نوفمبر
- 11 نوفمبر – نورمان ب جد (مواليد 1815) سياسي أمريكي.

### ديسمبر
- 25 ديسمبر – أوين جونز (مواليد 1819) سياسي أمريكي.
- 29 ديسمبر – اونسلو ستيرنز (مواليد 1810) سياسي أمريكي.